# نهر أوروبامبا
نهر أوروبامبا(ريو أوروبامبا) هو نهر في بيرو. ومنابع المياه الصالحة للملاحة جزئيا من نهر الأمازون، ينبع من جبال الأنديز في جنوب شرق كوزكو بالقرب من الحدود مع منطقة بونو ، حيث يسمى نهر فيلكوناتا (ريو فيلكوناتا). في الوادي المقدس ، وبين بيساك أولانتاتامبو، ويسمى أيضا ويلكامايو (النهر المقدس). ز يتدفق من الشمال والشمال الغربي ل724 كيلومترا قبل ائتلافه مع انخفاض نهر أبوريماك لتشكل نهر أوكايالي.
وينقسم نهر أوروبامبا إلى أوروبامبا العليا و أوروبامبا السفلى، الميزة تقسيم كونه دي بونغو مينيك ، وهو الوادي وايت ووتر سيئة السمعة. أبرز معالم النهلر, هو وجودة الملتف حول قمة هويانا بيشتو, الواقعة على أطراف ماتشو بيتشو الأثرية.